# Mànega de jardí

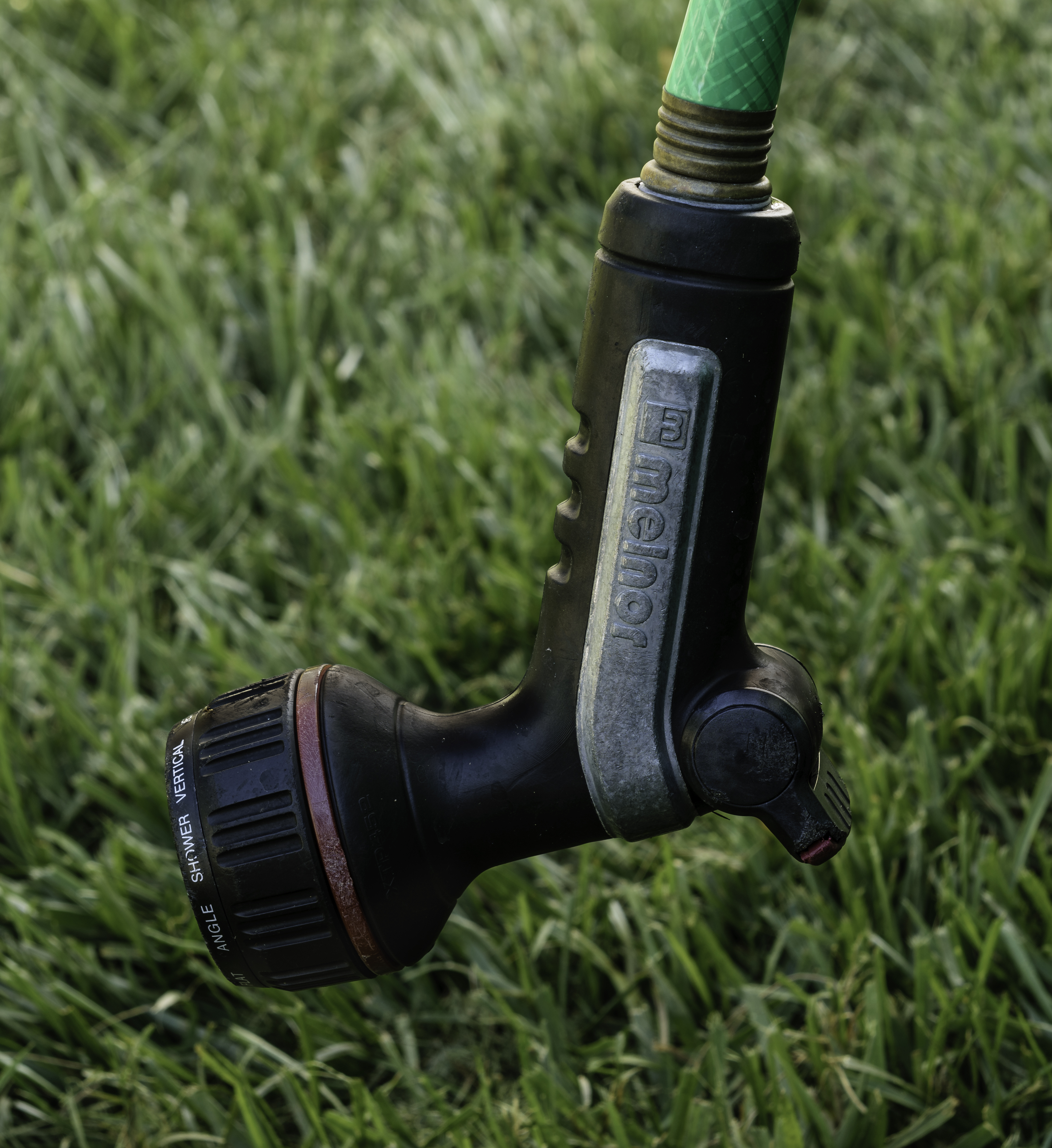
Aspersor de mànega de jardí

Una mànega de jardí, o simplement mànega (contreposat a mànega d'incendis),és un tub flexible que s'utilitza per transportar aigua. Hi ha una sèrie d'accessoris comuns disponibles per a l'extrem de la mànega, com ara els polvoritzadors i els aspersors (que s'utilitzen per concentrar l'aigua en un punt o per estendre-la en una gran àrea). Les mànegues solen estar connectades a un broc específic o a una aixeta de mànega.

## Descripció
Les mànegues de jardí solen estar fetes de cautxú sintètic extruït o plàstic tou, sovint reforçat amb una xarxa interna de fibres. Com a resultat d'aquests materials, les mànegues de jardí són flexibles i el seu exterior llis facilita l'estirament d'arbres, pals i altres obstacles. Les mànegues de jardí també són, en general, prou resistents com per sobreviure al raspat ocasional de les roques i als trepitjats, sense danys ni fuites.
Les mànegues que s'utilitzen per transportar aigua potable solen estar fetes de polímers de la llista NSF International provats i demostrats que no lixivien materials nocius a l'aigua potable, com els plastificants (ftalats) utilitzats en mànegues de clorur de polivinil (PVC o vinil).
La majoria de mànegues de jardí no estan classificades per utilitzar-les amb aigua calenta; fins i tot deixar certes mànegues al sol mentre estan a pressió pot fer que esclatin.
Les mànegues que s'utilitzen per transportar aigua potable solen estar fetes de polímers de la llista NSF International provats i demostrats que no lixivien materials nocius a l'aigua potable, com els plastificants (ftalats) utilitzats en mànegues de clorur de polivinil (PVC o vinil).

## Ús

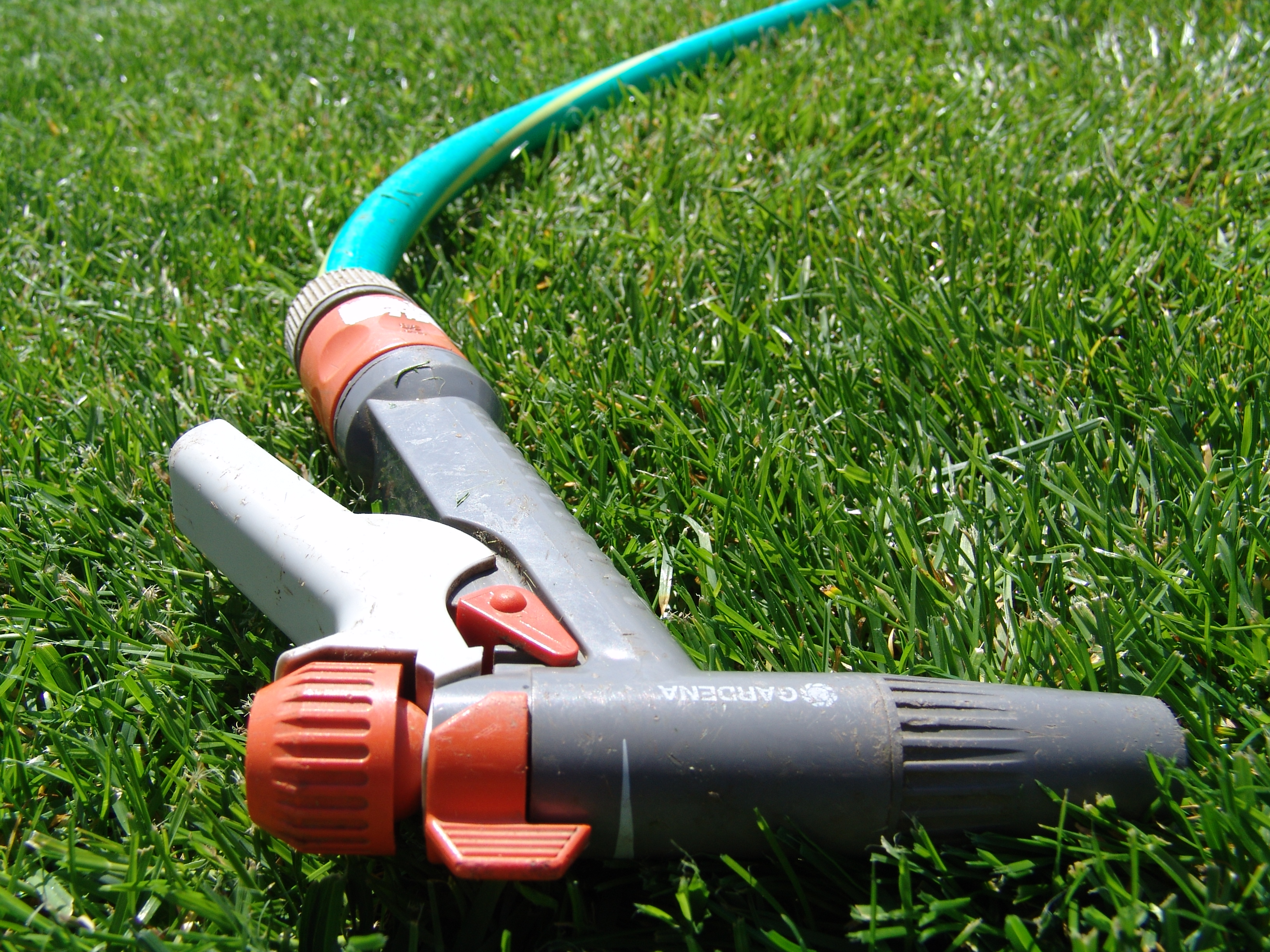
La pistola del polvoritzador utilitza un accessori de connexió ràpida, visible just més enllà de l'empunyadura del polvoritzador

Tal com indica el nom, les mànegues de jardí s'utilitzen habitualment per transportar aigua per a la jardineria, la cura de la gespa i altres finalitats de jardineria. També s'utilitzen per a la neteja exterior d'articles com vehicles, equipaments, exteriors d'edificis i animals. Es poden utilitzar mànegues aprovades per NSF per connectar aigua potable a vehicles recreatius i remolcs.
Sempre que es connecti una mànega flexible a un subministrament d'aigua potable, l'aixeta o l'aixeta ha d'estar equipat amb un dispositiu de prevenció de retrocés homologat, per evitar que l'aigua contaminada torni a desviar -se, en cas de caiguda de pressió. Molts proveïdors d'aigua ho requereixen, i el codi de fontaneria pot requerir legalment instal·lacions permanents de protecció contra el retorn.

## Mànegues de reg poroses o perforades
De vegades s'utilitzen mànegues especials dissenyades per filtrar durant tota la seva longitud per distribuir l'aigua amb suavitat a la gespa o al jardí. Aquestes mànegues tenen molts petits forats perforats o perforats, o estan fetes d'un material porós, com ara partícules de cautxú sinteritzat. Aquestes "mànegues de remull" són un substitut senzill i de baix cost d'un sistema de reg per degoteig.

## Mànegues extensibles
Es diferencien de les mànegues tradicionals perquè la membrana interior s'expandeix quan s'omple d'aigua, com un globus. Una coberta exterior protegeix la delicada membrana expandible de punxades. Aquestes mànegues "creixen" quan es pressuritzen i es redueixen quan s'allibera la pressió, cosa que permet un emmagatzematge més fàcil.

## Normes i connectors

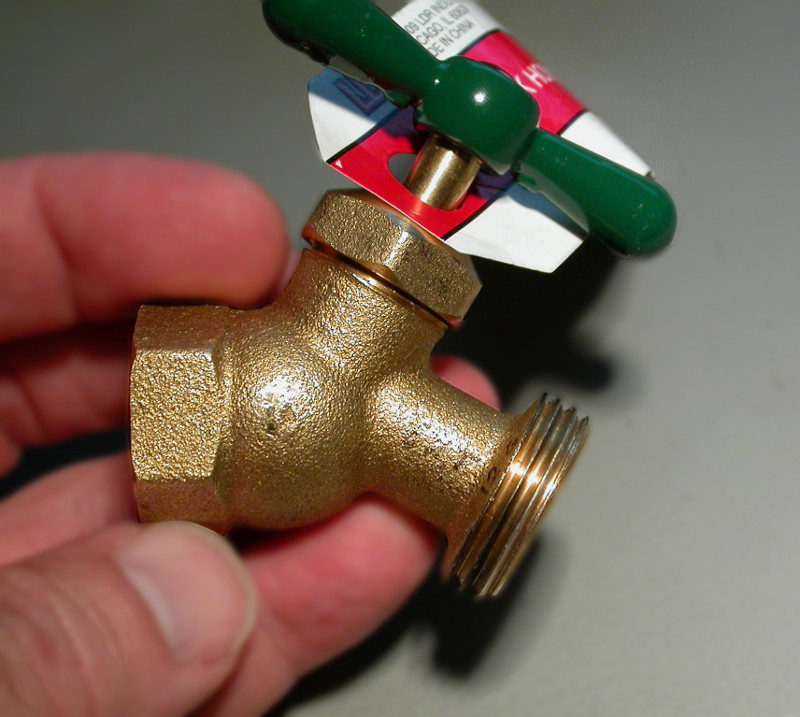
Fils de mànega de llautó (GHT) a la dreta (visible)

Les mànegues de jardí es connecten mitjançant una connexió de rosca mascle/femella. El terme tècnic d'aquest arranjament és " unió de mànega". Els connectors de mànega només tenen connectors masculins i l'extrem d'acoblament d'una mànega té una femella captiva que s'adapta als fils allà.
L'estàndard de fil per a connectors de mànega de jardí als Estats Units, els seus territoris i Canadà es coneix col·loquialment com a "fil de mànega de jardí" (GHT), però la seva designació oficial és NH ("Mànega nacional"):
- 3⁄4-11.5NH designates full form threads as produced by cutting material such as the brass spigot outlet or hose male or female end fitting found on more expensive hoses.
- 3⁄4-11.5NHR designates thin-walled couplers produced by rolling thin material, usually brass, typically found on less expensive hoses.
- 3⁄4-14NPSH designates female hose ends that mate a hose to a tapered pipe thread without a spigot.

L'estàndard nord-americà va ser definit per NFPA 1963, "Standard for Fire Hose Connections", i més tard per ANSI-ASME B1.20.7, que especifica1 1⁄16 polzades (27 mm) de rosca recta (no cònic) de diàmetre amb un pas de 11,5 fils per polzada (TPI). La rosca femella s'abreuja FHT (per a "rosca femella de la mànega"), i la part mascle s'abreuja MHT (per "rosca de mànega masculina"). Aquest accessori s'utilitza amb1⁄2 polzades,5⁄8 polzades, i3⁄4Mànegues polzades.
En altres països, s'utilitza un fil British Standard Pipe (BSP), que és3⁄4 polzada (19 mm) i 14 TPI (el diàmetre exterior de la part masculina és 26.441 mm o 1.04 in). Els estàndards GHT i BSP no són compatibles, i intentar connectar una mànega GHT a un accessori BSP, o viceversa, danyarà les rosques.
Hi ha disponibles diversos adaptadors de metall o plàstic per interconnectar GHT, BSP, NPT, lengüeta de mànega i accessoris de connexió ràpida.

## Connector ràpid

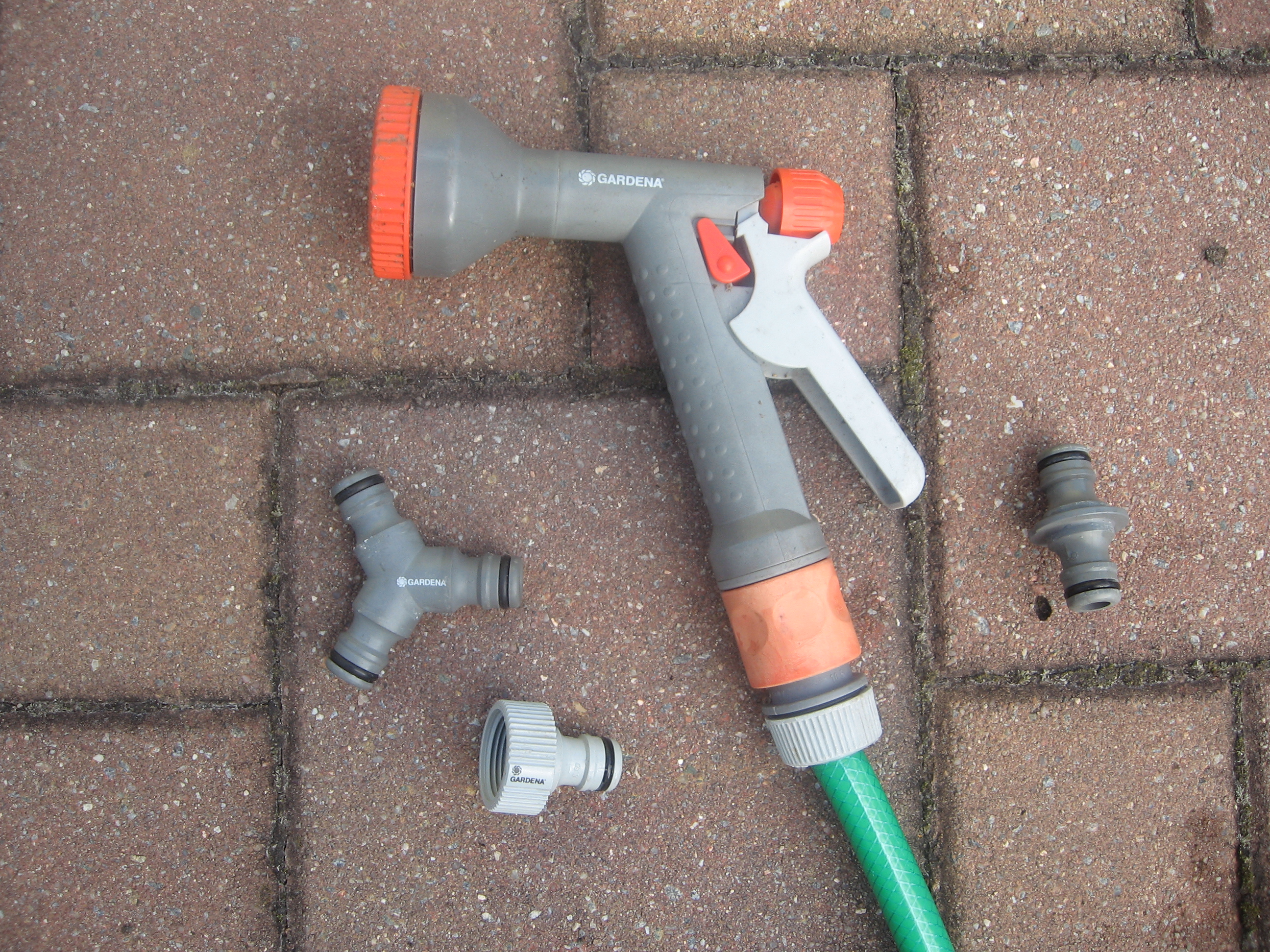
Connectors de connexió ràpida

A la dècada de 1980, l'ús de sistemes de connectors ràpids es va fer cada cop més popular. Es tracta d'accessoris que s'uneixen a la mànega i/o es cargolen als connectors i equips comuns de la mànega, la qual cosa permet connectar fàcilment les mànegues i els accessoris mitjançant un sistema de tipus d'encaixat ràpid.

### Hozelock-Gardena
El primer connector de plàstic va ser inventat al Regne Unit per Hozelock l'any 1959 i l'estil s'ha convertit en l'estàndard de facto a tot Europa i al món en general, compatible i imitat per molts altres fabricants. Alguns connectors incorporen una funció "autostop". Es tracta d'una vàlvula interna que es tanca per la pressió de l'aigua que prové de la mànega; s'obre connectant un accessori o aparell, de manera que una mànega desconnectada amb aquest adaptador aturarà el flux d'aigua. Això facilita la connexió i el canvi d'aparells sense necessitat de tancar primer l'aigua.

## Riscos per a la salut dels aerosols
El 2014, es va informar que l'ús de mànegues de jardí en combinació amb broquets de polvorització pot generar aerosols que contenen gotes de menys de 10 μm, que poden ser inhalades per persones properes. L'aigua que s'estanca en una mànega entre usos, especialment quan s'escalfa pel sol, pot acollir el creixement i la interacció de la legionel·la i les amebes de vida lliure (FLA) com a biofilms a la superfície interior de la mànega. S'ha trobat que els casos clínics de malaltia del legionari o febre de Pontiac estan associats amb la inhalació d'aerosols de mànega de jardí que contenen bacteris de la legionel·la. L'informe va proporcionar densitats microbianes mesurades com a resultat de condicions controlades de les mànegues per quantificar els riscos per a la salut humana. Les densitats de Legionella spp. Es va trobar que els identificats en dos tipus de mànegues eren similars als reportats durant els brots de legionel·losi per altres causes. Es va proposar que el risc es pogués mitigar drenant les mànegues després de l'ús.

## Galeria

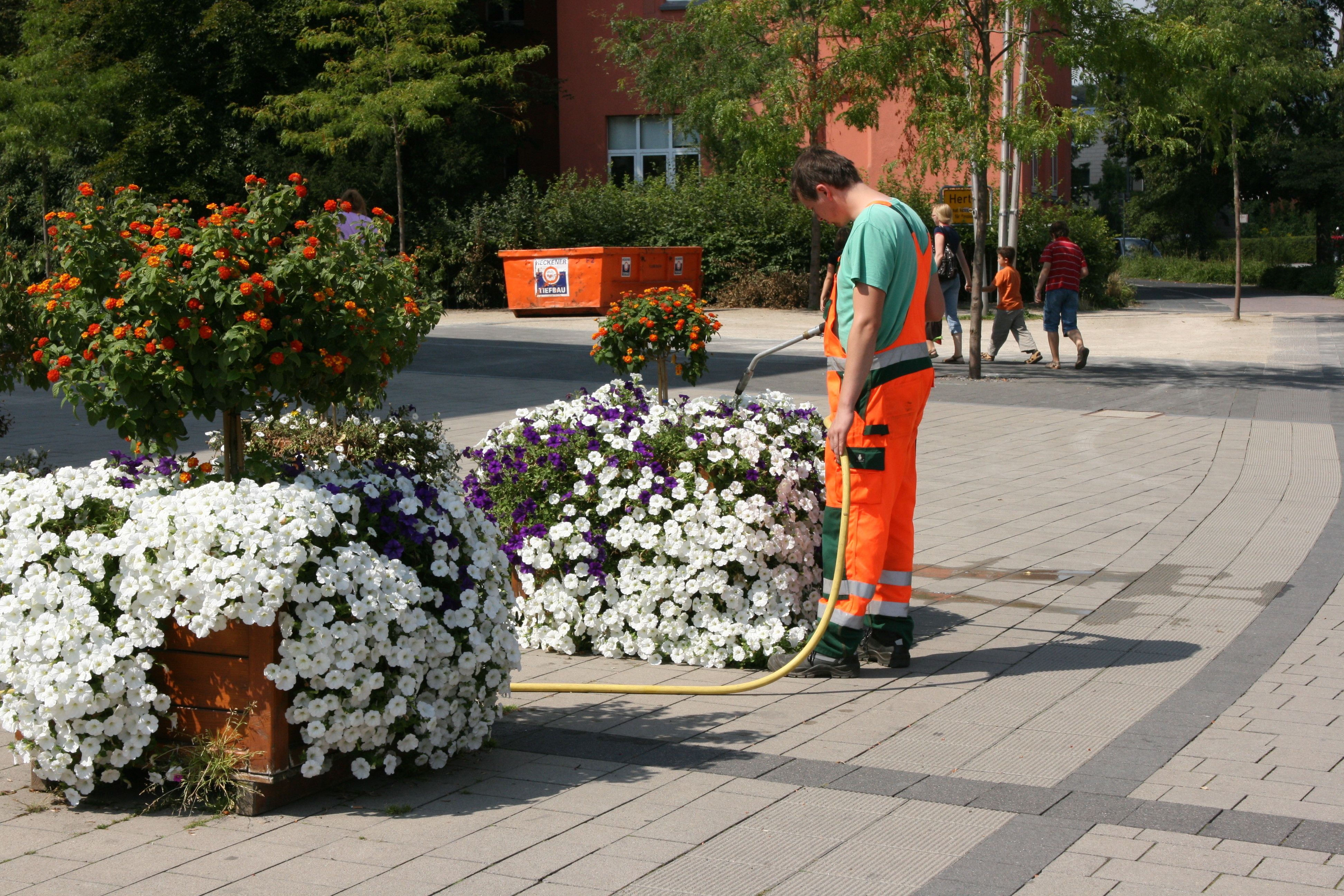
Mànega de jardí en ús (Alemanya)
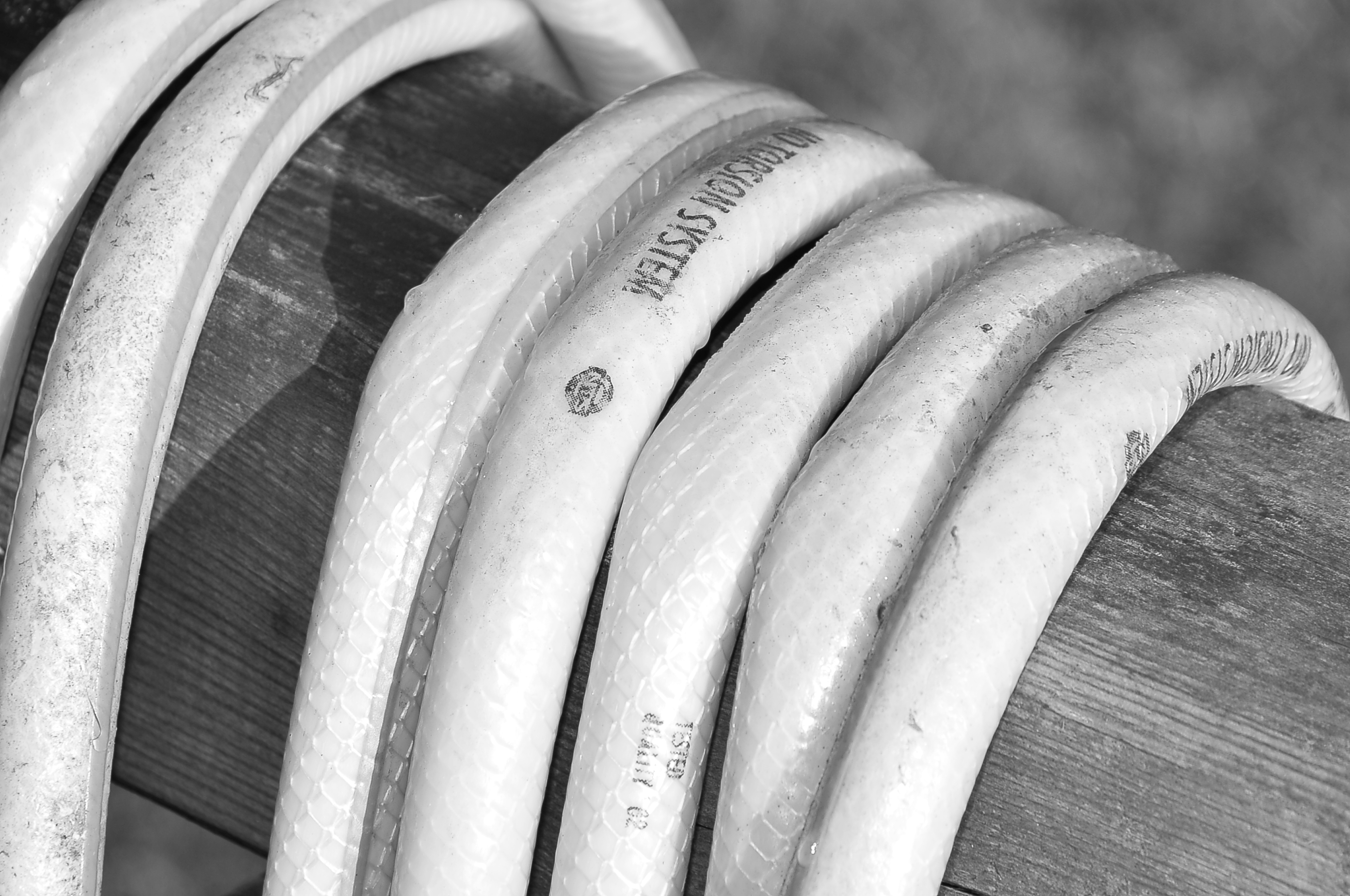
El primer pla d'una mànega de jardí mostra els reforços de fibra entrecreuada
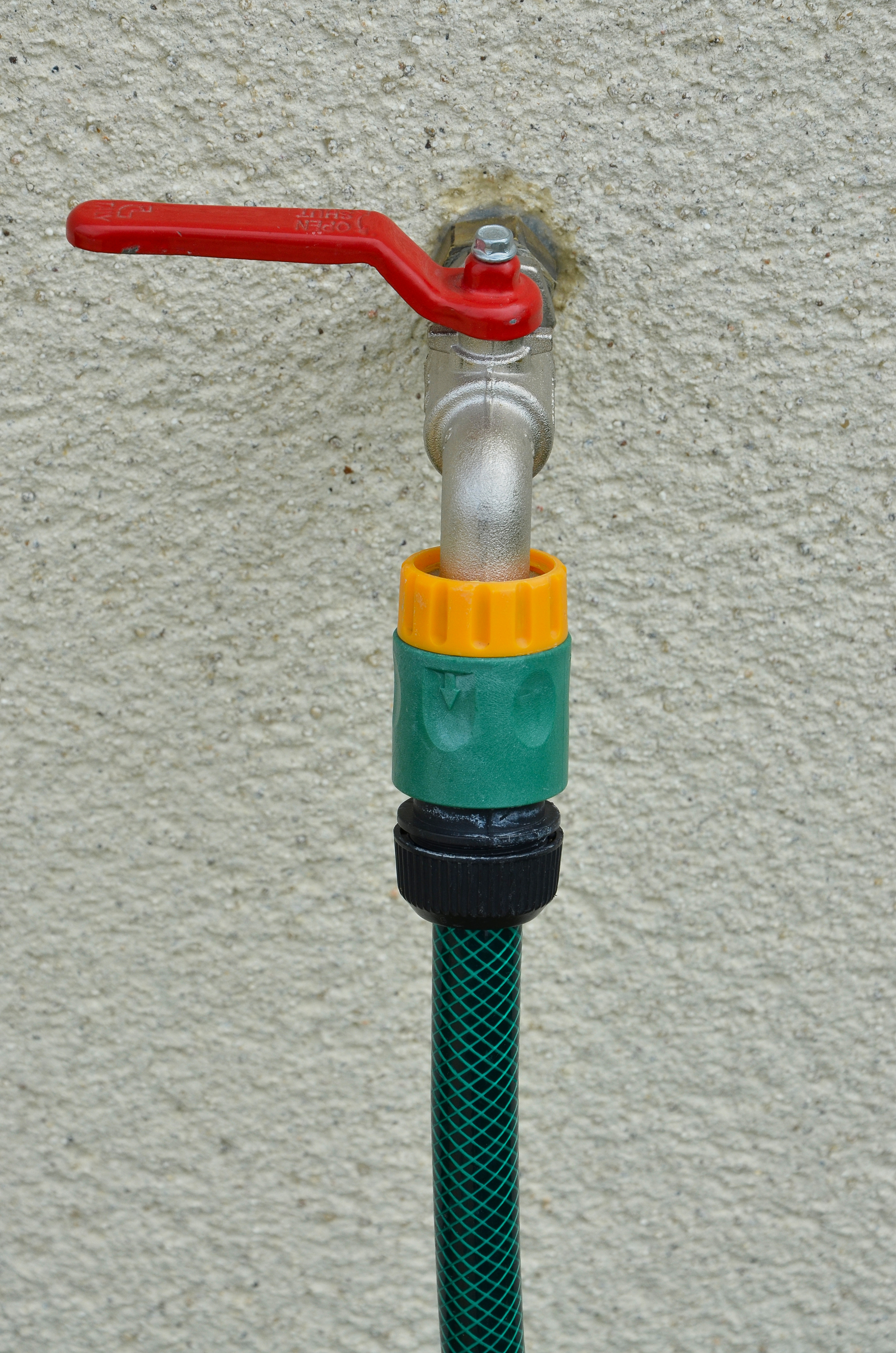
Aixeta amb connector ràpid
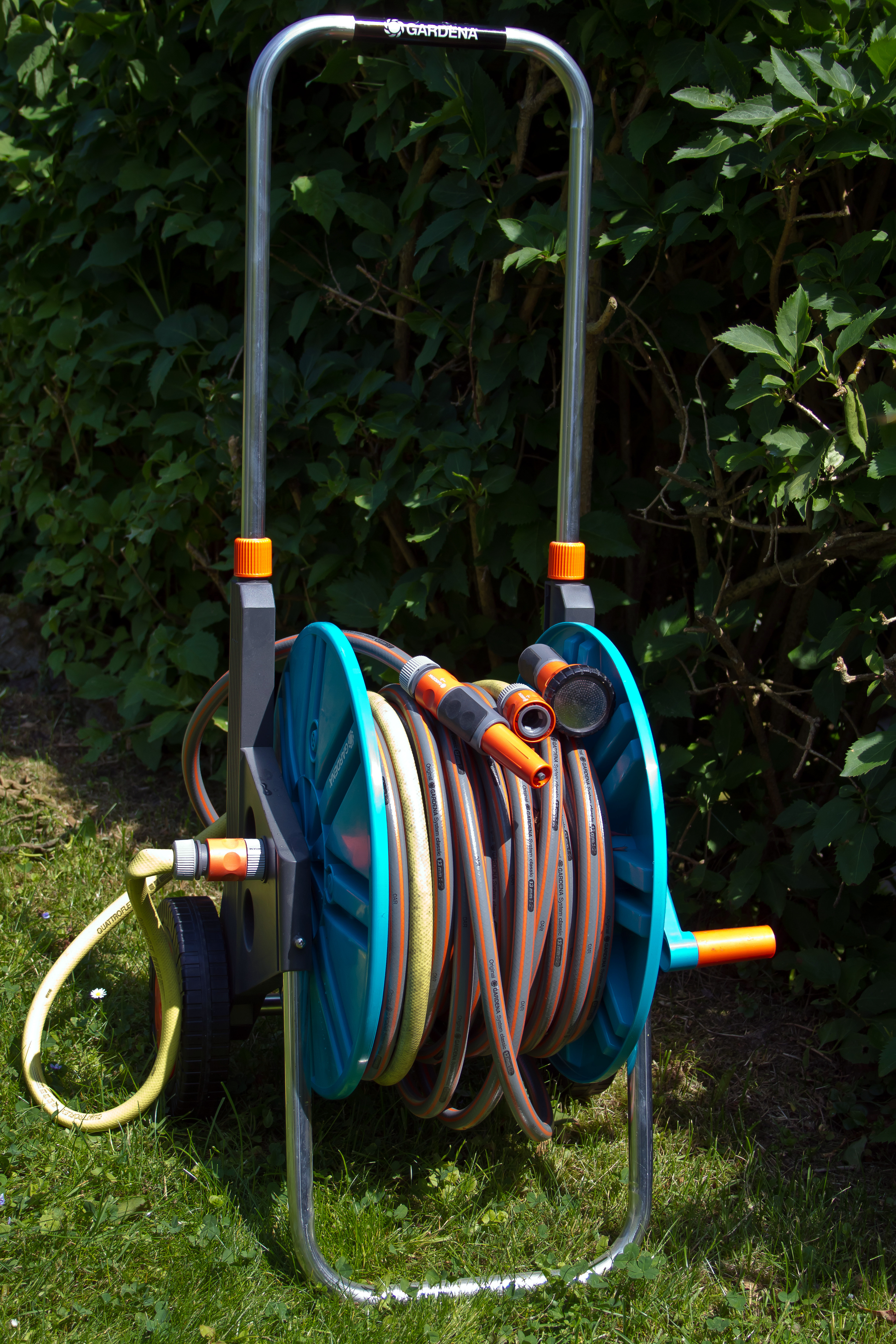
Carret de mànega i alguns accessoris de connexió ràpida
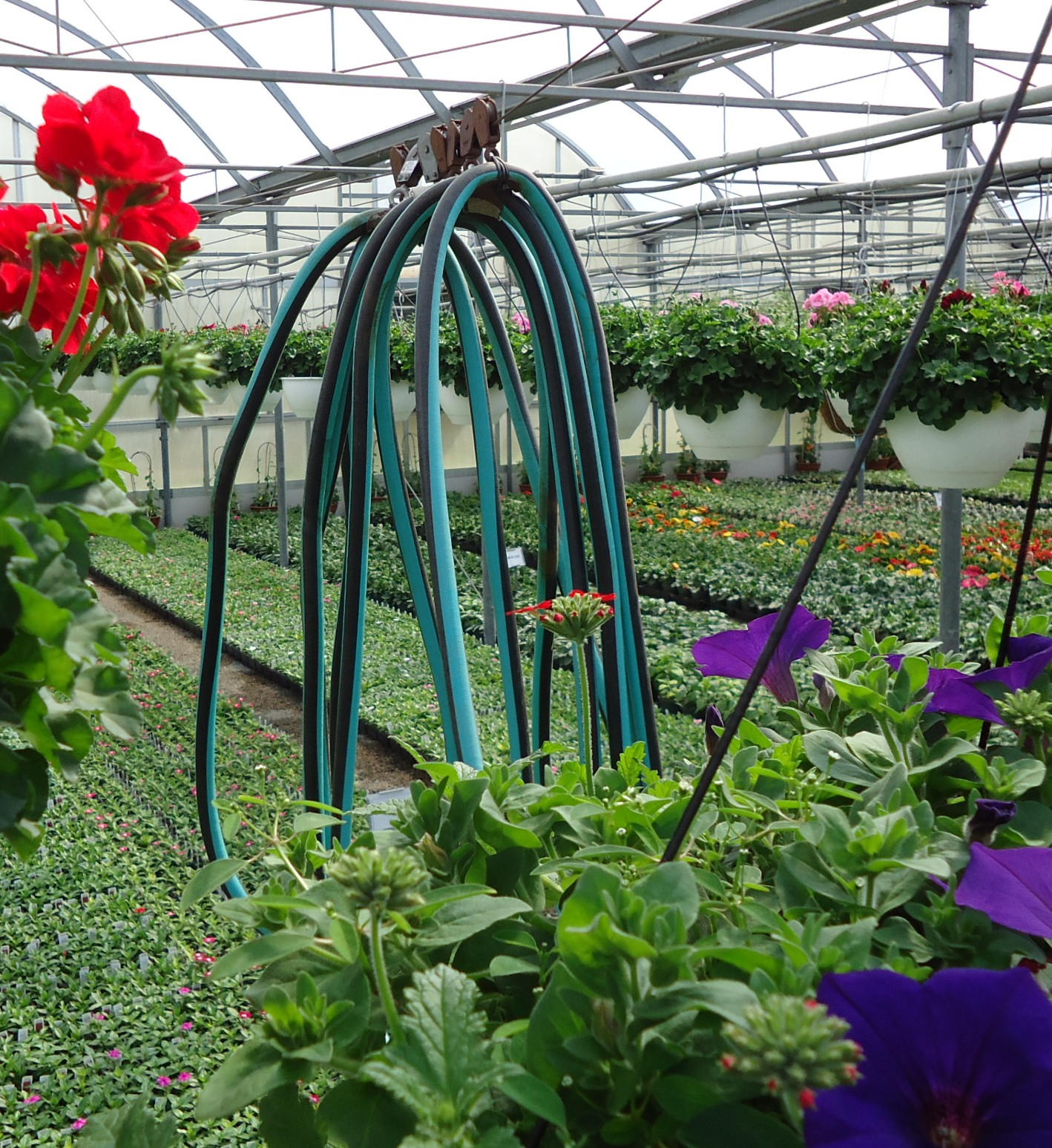
Aquest hivernacle està equipat amb una mànega suspesa sobre politges
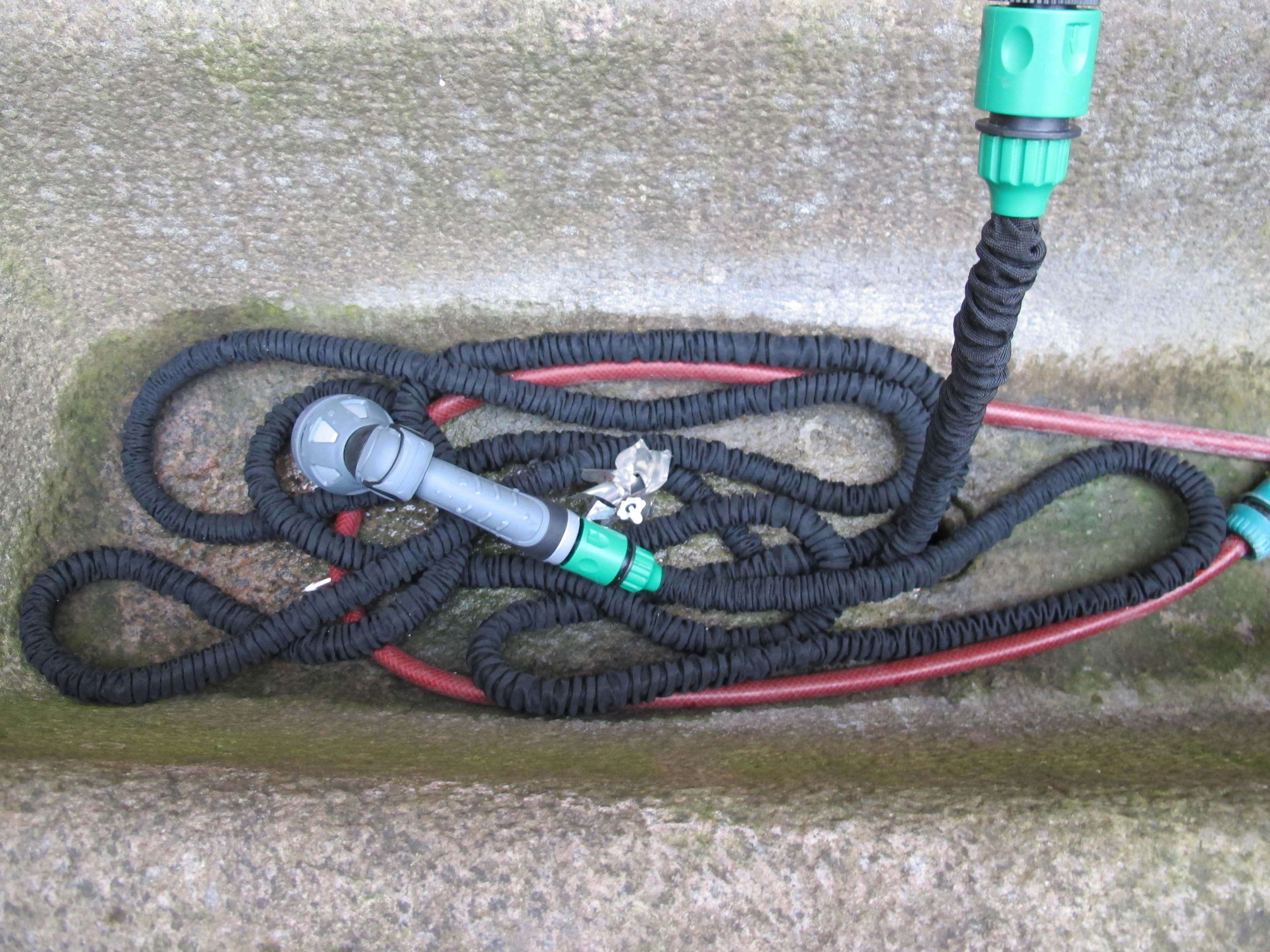
La mànega especial expansible es pot estirar per arribar més lluny